# Boba Fett
Boba Fett – fikcyjna postać ze świata Gwiezdnych wojen, jeden z najbardziej znanych łowców nagród. Niezmodyfikowany klon Jango Fetta wychowywany przez niego jako syn.

## Życiorys postaci
Boba Fett jest niezmodyfikowanym klonem Jango Fetta, otrzymanym w ramach zapłaty za wykorzystanie genomu tego łowcy nagród przy tworzeniu armii klonów przez mieszkańców planety Kamino. Od młodości Boba mieszkał z ojcem na Kamino. Po śmierci Jango na Geonosis Boba rozpoczął własną karierę jako łowca nagród.
Kilkanaście lat później Boba Fett był cenionym łowcą nagród. Małomówny, praktycznie nigdy nie widziany bez swojej mandaloriańskiej zbroi wyposażonej w wiele rodzajów broni i akcesoriów, pobierał za swoje usługi wysoką stawkę, ale był bardzo skuteczny w ich wykonywaniu. W podróżach korzystał przeważnie ze Slave I – zmodyfikowanego patrolowca typu Firespray, którym wcześniej latał jego ojciec.
W okresie bitwy o Yavin jednym z zadań Boby Fetta było pochwycenie Hana Solo i dostarczenie go do Jabby. Pierwszą część zadania wykonał na Bespinie, współpracując przy tym z siłami Imperium. Dostarczenie zamrożonego w karbonicie przemytnika trwało nieco dłużej, gdyż przechwycić próbowali go zarówno rebelianci, jak i konkurencyjni łowcy nagród, ale ostatecznie Boba przekazał łup swojemu pracodawcy i zainkasował za to dużą nagrodę.
W Powrocie Jedi Boba Fett zostaje pochłonięty przez Sarlacca. W serialu The Mandalorian okazuje się, że Boba Fett przeżył spotkanie z Sarlackiem. Przez kilka lat pędził żywot na Tatooine. Później jednak odszukał Dina Djarina, by odzyskać swą zbroję, którą ten przejął na pustynnej planecie od lokalnego szeryfa. Boba w zamian za odzyskanie swojej zbroi pomógł Dinowi Djarinowi w odzyskaniu Grogu – wrażliwego na Moc dziecka z tej samej rasy, z której pochodził mistrz Yoda. Po tej przygodzie Boba Fett wrócił na Tatooine i z pomocą sprzymierzonej z nim łowczyni nagród, Fennec Shand, opanował dawny pałac Jabby i zabił Biba Fortunę, który władał pałacem po śmierci Jabby. 

### Legendy
Dzieła należące do Expanded Universe, nie mające ciągłości fabularnej z nowszymi produkcjami, opisują jego losy po Powrocie Jedi i dalsze działania w branży, a następnie wskrzeszenie oddziałów Mandalorian w celu obrony części Galaktyki przed Yuuzhan Vongami.
W grze komputerowej Star Wars Jedi Knight: Jedi Academy walczy z Jadenem Korrem i przegrywa, lecz udaje mu się uniknąć śmierci.